# Ispessimento dei fanghi
L'ispessimento o addensamento è in genere la prima fase a cui vengono sottoposti i fanghi provenienti dai cicli di depurazione o potabilizzazione delle acque, che ha lo scopo di ridurre l'umidità presente nei fanghi stessi.
Con l'ispessimento si ha una riduzione dell'umidità modesta: infatti dopo il trattamento il fango possiede ancora un contenuto di acqua di circa il 95%. In tali condizioni il fango si comporta come un liquido ed è ancora pompabile con apparecchiature convenzionali. La riduzione di umidità, anche se piccola, comporta una sensibile riduzione del volume di materiale da trattare e pertanto un consistente risparmio nel dimensionamento nelle fasi successive, e di conseguenza un abbassamento significativo dei costi di investimento e di esercizio degli impianti di trattamento e smaltimento dei fanghi. Questo trattamento sfrutta le differenze di peso specifico dei materiali costituenti i fanghi.
La differenza di peso specifico può essere naturale o indotta: nel primo caso si parla di "ispessimento per gravità", mentre nel secondo caso di parla di "ispessimento per flottazione". I surnatanti prodotti dall'ispessimento spesso vengono ripompati al trattamento primario, mentre i fanghi ispessiti vengono pompati a monte del sedimentatore primario della linea acque per essere ulteriormente trattati.
A seconda della posizione rispetto al trattamento di stabilizzazione dei fanghi, si può avere:
- un pre-ispessimento;
- un post-ispessimento.

## Ispessimento per gravità
Gli ispessitori a gravità sono in genere costituiti da vasche circolari a fondo troncoconico rovesciato, con schema di flusso simile a quello delle vasche di sedimentazione primaria a pianta circolare. In questo caso però, essendo la concentrazione dei solidi più elevata rispetto a quella dei reflui, la velocità di sedimentazione è notevolmente ridotta e pertanto i tempi di permanenza del fango nelle vasche sono maggiori. Nelle vasche per effetto della gravità i fanghi si addensano, riducendosi quindi di volume fino a tre o quattro volte. I decantatori sono coperti e mantenuti in aspirazione, e l'aria aspirata è inviata al sistema di deodorizzazione.
Gli ispessitori per gravità possono essere:
- di tipo statico con funzionamento discontinuo: le vasche sono a sezione circolare dotate di fondo con tramoggia dove il fango sedimentato si raccoglie naturalmente, con tempo di detenzione anche di 1-2 giorni, dopo il quale la vasca viene nuovamente riempita. Viene utilizzata per impianti di depurazione a servizio di piccoli abitati (< 10.000 abitanti);
- di tipo dinamico: vasche a sezione circolare equipaggiati di raschiatore di fondo a pettini rotanti, incernierati al centro, che raccoglie meccanicamente il fango sedimentato, convogliandolo verso la tramoggia di raccolta. Il raschiatore è dotato di picchetti che rompono la crosta di fango liberando l'acqua. Gli ispessitori a gravità sono in genere utilizzati per il trattamento dei fanghi primari, cioè generati dalla sedimentazione primaria di un impianto di depurazione; infatti i fanghi primari, di natura granulosa, si addensano per gravità più facilmente di quelli secondari, di natura fioccosa.

Ispessitori a gravità dinamici possono essere anche: 
- ispessitori a tavola piana
- ispessitori a tamburo rotante.

In questo caso la separazione dell'acqua dal fango avviene per gravità filtrando il fango su una tela drenante. L'acqua attraversa la tela ed il fango addensato è trattenuto sulla stessa. Per un corretto addensamento del fango è necessario additivare il fango con una soluzione di polielettrolita adatta.
A partire dal 2017 sono utilizzati soltanto polimeri in grado di assicurare un abbattimento di almeno il 20% dei fanghi e dei singoli elementi nell'arco di due anni. Al momento, i polimeri sintetici non rispondono a queste richieste. L'alternativa possono essere i polimeri di amido.

## Ispessimento per flottazione

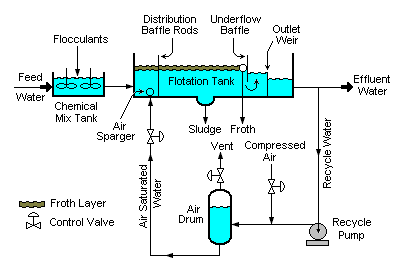
Schema di funzionamento di una unità DAF.

La flottazione ad aria disciolta (o ad aria dispersa o DAF, dall'inglese Dissolved Air Flotation) viene applicata principalmente per l'ispessimento dei fanghi attivi provenienti dalla sedimentazione secondaria (fanghi biologici) e prodotti da flocculazione chimica (fanghi chimici). I fanghi secondari infatti si addensano per gravità con più difficoltà rispetto ai fanghi primari.
La flottazione avviene in vasche circolari o rettangolari dette "flottatori" (che sono ispessitori di tipo dinamico), realizzate in acciaio o in calcestruzzo armato. Le vasche circolari possono essere a trazione centrale (PFTC) o periferica (PFTP). All'interno delle vasche viene immessa aria compressa (ad una pressione di circa 5 bar), che si solubilizza nell'acqua e la satura. Quando la pressione viene improvvisamente ridotta a quelle atmosferica (1 bar), mediante una valvola riduttrice di pressione, l'aria si separa dalla miscela aria-acqua-solidi sotto forma di piccole bolle (del diametro di circa 30-50 μm), che aderiscono velocemente ai fiocchi aumentandone la velocità di galleggiamento (flottazione). Tutte le particelle sospese che hanno tendenza a flottare liberamente (cioè con densità inferiore a quella dell'acqua) sia quelle scarsamente sedimentabili vengono portate sulla superficie dell'acqua e rimosse tramite un raschiatore automatico. Le vasche sono dotate anche di raschiatore di fondo per rimuovere il materiale non flottabile, che sedimenta sul fondo della vasca 
Con la flottazione è quindi possibile realizzare una rimozione delle sostanze sospese, generalmente maggiore di quella ottenibile con la sedimentazione e in tempi relativamente più brevi. I flottatori ad aria disciolta possono essere utilizzati, con rendimenti elevatissimi, anche per il trattamento delle acque di scarico industriale per recupero di materiali come oli e grassi e comunque in tutti quei casi dove il peso specifico delle sostanze in sospensione, di natura organica e/o inorganica insolubili in acqua, è uguale o inferiore a quello dell'acqua. Tra quelli di natura organica rientrano anche i microrganismi, mentre tra quelli inorganici i materiali argillosi e vari ossidi, idrossidi e solfuri metallici.

## Centrifugazione
Un altro procedimento di ispessimento dinamico è la centrifugazione con macchine a bassa velocità di rotazione. Per questo tipo di trattamento è necessario prevedere un preventivo condizionamento dei fanghi mediante l'uso di polielettroliti. Con questo trattamento la velocità di sedimentazione delle particelle solide è mediamente 50 volte superiore a quella ottenuta per gravità.